# 高良光莉
高良 光莉（たから ひかり、1996年4月2日 - ）は、日本の元女優、元ファッションモデル。
静岡県富士市出身。かつて、ホリプロに所属していた。本名および旧芸名は高田 光莉（たかだ ひかり）。

## 略歴
2008年、第33回ホリプロタレントスカウトキャラバンに母親の薦めで応募し、3万6312人の中からグランプリに選ばれる。小学生での受賞者は高良が初。
2008年の『とびっきり!しずおか』（静岡朝日テレビ）がグランプリ受賞後、初のテレビ出演となった。同年の『アッコにおまかせ!』（TBS）にて全国ネットに出演。
2010年、ティーンファッション誌「Hana* chu→」レギュラーモデルになる。
2011年、ショートムービー『Living in Japan 一日がつなぐ未来』に主演し、翌年に公開予定だったが、試写会が行われたのみで公開中止に。
2012年、『森田一義アワー 笑っていいとも!』のコーナー「我が社のイチ推し」に出演。
2013年秋から約1年間、アメリカに語学留学した。
2015年10月1日、ホリプロの公式サイトからプロフィールが削除され、芸能界からフェードアウトするように引退扱いとなった。

## 人物
- 趣味・特技は新体操、ダンス、水泳、なわとび[8]。部活は器械体操部に入っている。
- 名前には「キラキラ輝いて、皆を楽しませるように」という意味が込められている[9]。
- 父親は会社員で身長187cm、母親は身長166cmと長身[10]。兄弟は2歳年下の弟がいる[11]。
- スカウトキャラバンで審査員を務めたホリプロの真鍋尚晃は高良を選んだ理由を「バランスのとれたルックスが魅力だった」として、将来世界に通用する女優に育てたいと意気込んだ。また片平なぎさは「5年先、10年先に輝いていると思う」と将来性に期待した[10]。
- 目標とする女優は事務所の先輩である石原さとみ[1]。好きな男性芸能人は嵐の櫻井翔と相葉雅紀[9]。
- 『Living in Japan 一日がつなぐ未来』を撮った金子修介監督によると、アメリカに留学した高良は「俳優より別の道を発見」したのだという[6]。

## 出演

### CM
- ストリートファイターIV（2008年11月 - 2009年4月、カプコン）- 春日野さくら 役

### テレビドラマ
- 金曜ナイトドラマ 歌のおにいさん（2009年、テレビ朝日）- みちる 役
- 赤鼻のセンセイ（2009年、日本テレビ）- 田中香 役
- 古代少女ドグちゃん 第10話（2009年、毎日放送）- 宮本万里 役
- 霊能力者 小田霧響子の嘘 第4話（2010年10月31日、テレビ朝日） - 竹内希美 役
- GTO（2012年、関西テレビ）- 鯨川冬美 役
  - GTO 秋も鬼暴れスペシャル（2012年10月2日）
  - GTO 正月スペシャル! 冬休みも熱血授業だ（2013年1月2日）
  - GTO 完結編 〜さらば鬼塚! 卒業スペシャル〜（2013年4月2日）
- 牙狼-GARO- 〜闇を照らす者〜 第10話（2013年6月7日、テレビ東京）- 北島遙華 役

### テレビ番組
- めざましテレビ（2011年4月 - 2012年3月、フジテレビ） - 「MOTTOいまドキ!」- レギュラー

### 映画
- Living in Japan 一日がつなぐ未来（2011年）
- 貞子3D（2012年5月12日、角川映画）- 北山理沙 役
- 白魔女学園（2013年9月21日、東映）- 菱餅ニゲラ 役
- 人類資金（2013年10月19日、松竹）- 偽造屋の女 役

### プロモーションビデオ
- SOPHIA「Baby Smile」（2009年）

### DVD
- 歌のおにいさん（2009年、メディアファクトリー）
- ガジュマルの花（2009年、ポニーキャニオン）
- 赤鼻のセンセイ（2009年、バップ）

### 書籍
- B.L.T. U-17 sizzleful girl vol.11（東京ニュース通信社）
- Hana* chu→ 2010年9月号 - 2011年5月号（主婦の友社）
- CanCam別冊 プチキャン（小学館）